# 科里猛鹱
科里猛鹱（学名：Calonectris borealis）是鹱科猛鹱属的一种海鸟，主要以鱼类、软体动物和甲壳类为食。该鸟平日在大洋之上游荡，而在繁殖季会群聚于亚速尔群岛、马德拉群岛等岛礁的悬崖峭壁上筑巢。目前科里猛鹱虽受延绳捕鱼和入侵物种的威胁，但总体种群稳定，属无危物种。

## 物种命名
科里猛鹱于1881年由美国鸟类学家查尔斯·B·科里正式描述，彼时属于剪水鹱属。其种加词“borealis”为拉丁语，意思是“北”。1915年，格里高利·马修与汤姆·艾尔戴尔将该种鸟类划入新的丽鹱属.。丽鹱属的属名“Calonectris”由古希腊语词语“ / kalós”与“ / nēktrís”组合而来，前者含义为“美麗的”或“高貴的”，后者则是“游泳者”的意思。

## 种间关系
狄氏猛鹱曾被认为是科里猛鹱的亚种，但后来因其形态、叫声和基因均有明显不同且在野外未有发现此鸟与科里猛鹱的杂交种故将其独立成种。佛得角猛鹱亦一度是科里猛鹱的亚种，后独立成种。

## 外貌描述

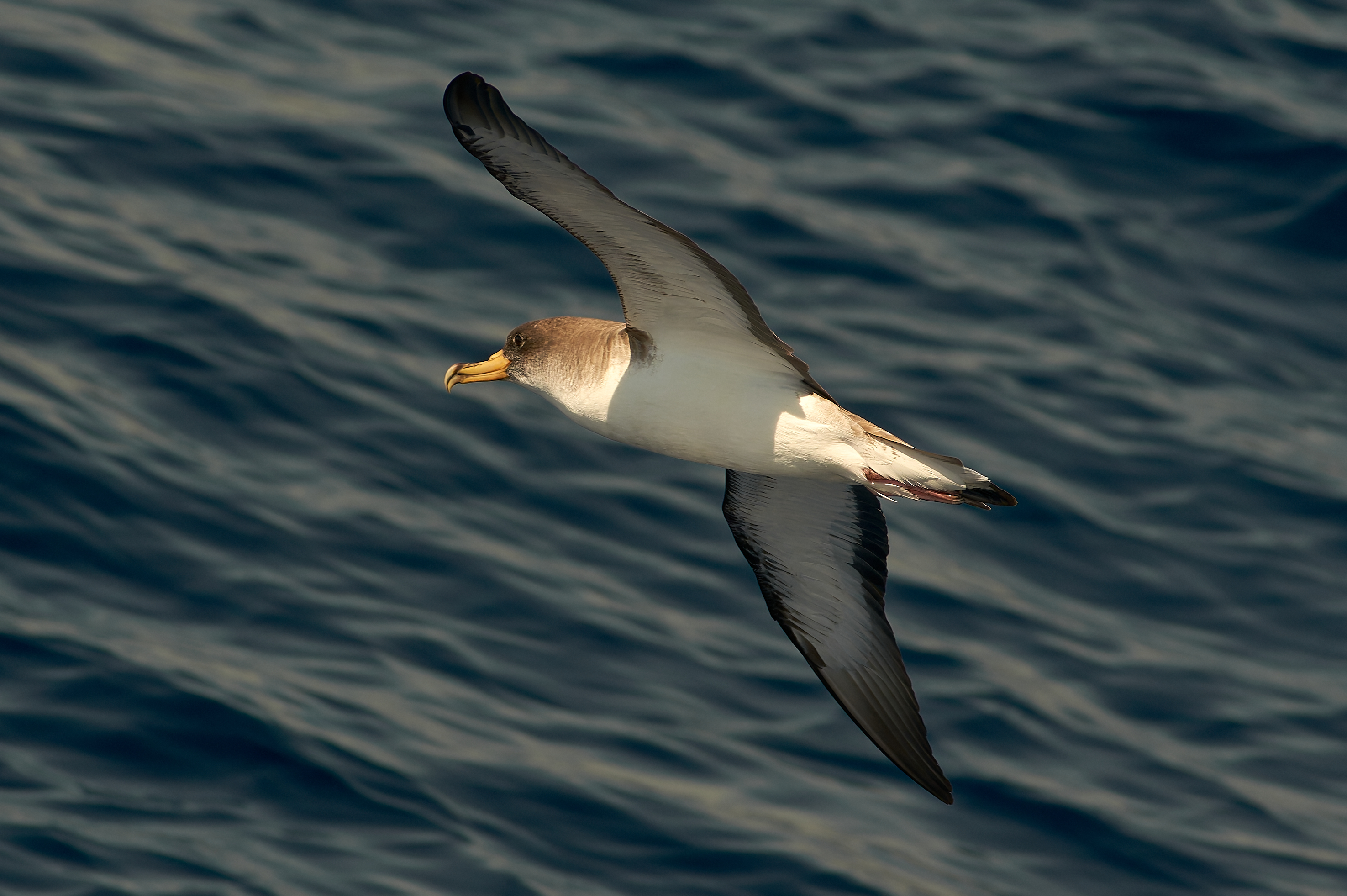
飞行中的科里猛鹱，注意其黄色的喙部和黑色的发翔羽

科里猛鹱是一种大而迟缓的鹱类，平均体长46厘米，重约900克。其背部为灰褐色，腹部几乎为纯白色，仅尾羽和发翔羽是黑色。该鸟鸟喙为黄色，比起其他鹱类而言较大。

## 物种分布
科里猛鹱为候鸟，其中绝大多数科里猛鹱在大西洋上的亚速尔群岛和马德拉群岛繁殖，加那利群岛以及葡萄牙和西班牙本土沿海地区亦有少量繁殖种群。繁殖季外的科里猛鹱则多在大洋上生活，在冬季会飞往非洲南部过冬。此外，该鸟可能会因风暴或是海水温度异常而作为迷鸟出现于许多正常分布以外的地区，例如位于印度西海岸的喀拉拉邦卡萨拉果德县

## 生态与习性

### 生命周期
科里猛鹱会在繁殖季群聚筑巢，较大岛屿上的群落甚至可绵延数公里。在求偶时，配偶双方会停在地上摩擦彼此的头部和喙部。其巢穴多坐落于难以接近的悬崖峭壁上，一般低于地面。该鸟每次只会产下一枚白色的蛋，亲鸟均会参与孵蛋。雏鸟一般会在52-58天后破壳而出。此后，亲鸟仅会在夜间返回投喂食物。具体投喂频率则取决于雏鸟的营养情况，当雏鸟发育不良时亲鸟会更为频繁的投喂。雏鸟破壳约90天后亲鸟将不再返回，而幼鸟会独自飞离巢穴。科里猛鹱会在5-7岁时达到性成熟，但在其首次交配前都会在公海上生活。根据一项对其环志数据的分析估算，科里猛鹱一般在9岁时首次交配，其筑巢地往往离其出生地不远。该鸟是忠诚的一夫一妻制动物，且会重复利用往年的鸟巢，有记录显示一对科里猛鹱连续使用其鸟巢15年之久。科里猛鹱的平均寿命为25岁，目前已知最长寿的个体为一只40岁时死亡的雄鸟。

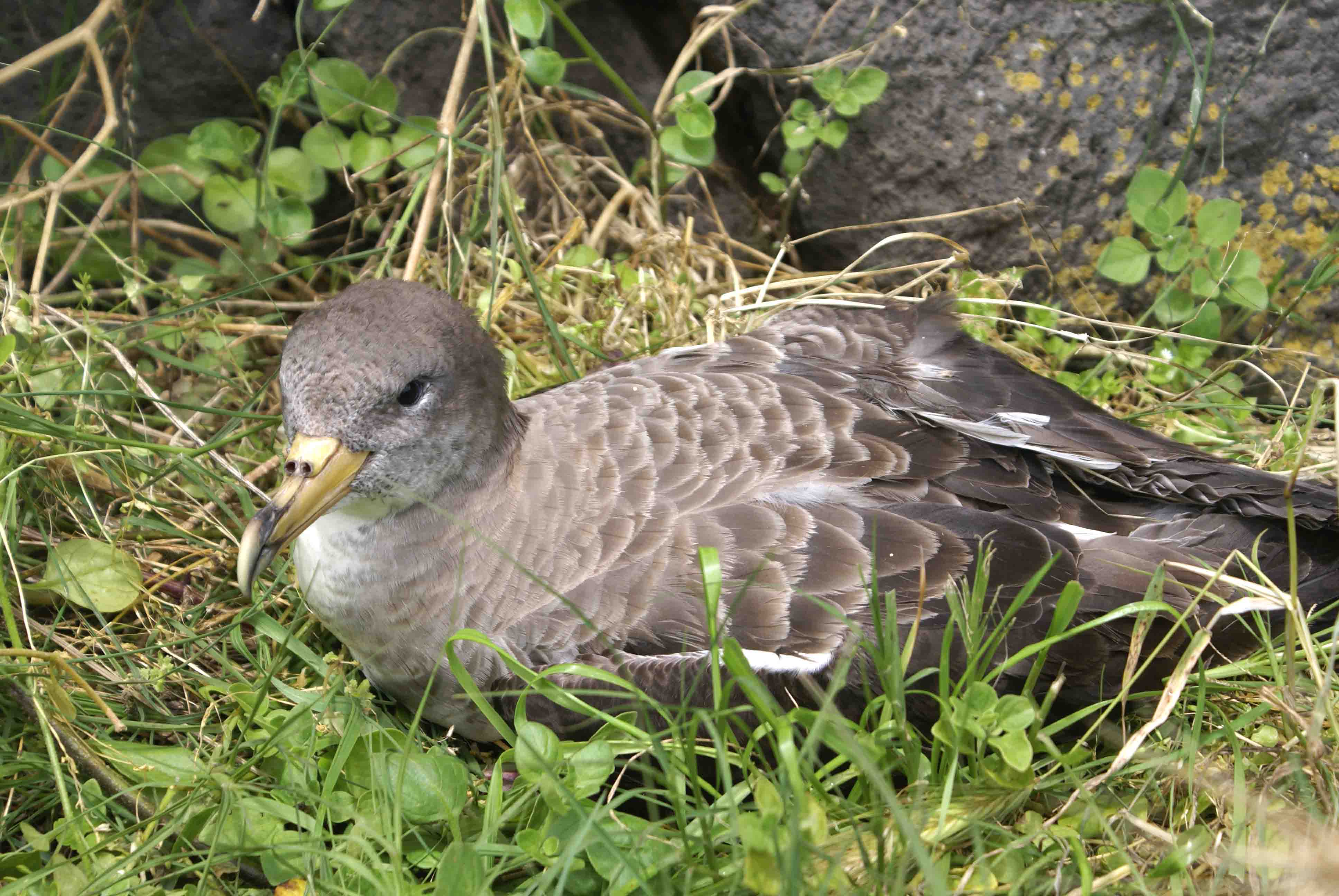
一只在西班牙戈梅拉岛筑巢的科里猛鹱

### 捕食
科里猛鹱的捕食方式较为多样，例如飞掠海面叼走猎物、在海面漂浮时夹起周围的猎物或是潜水捕猎。该鸟会跟随渔船食用被抛入海中的下水，亦会与鲸类或是大型肉食鱼类合作捕食鱼群。该鸟的猎物主要是玉筋鱼、鲱鱼等小型鱼类、鱿鱼和甲壳类。

## 种群现状
目前学界尚无对科里猛鹱种群情况的详细调查，但在亚速尔群岛等地繁殖的个体数量并未有下降情况。然而，由于该鸟喜好跟随渔船，其常被延绳捕鱼船兼捕。此外，鼠类和蜥蜴等入侵物种亦会捕食巢中的幼鸟。总的来看，由于科里猛鹱分布范围广阔，且种群数量稳定，IUCN将其评为无危。